# Хлеб за Дреницу
Хлеб за Дреницу је био протест одржан 16. марта 1998. године на Косову. Овај ненасилни протест су иницирале жене из Демократске Лиге Косова, чланице организација за права жена и обичне грађанке  као одговор на масакр који се 5. марта те године догодио у селима Дреничког округа Ћирез, Ликошане и Преказ.

## Политички контектс.
Накод доласка Слободана Милошевћа на власт у Србији, ситуација на Косову се погоршава. Влада Србије почиње да спроводи репресивну политику над албанским становништвом. Скупштина Србије је донела низ дискриминаторних закона по којима је албанско становништво отпуштано из државних институција и друштвених предузећа. Године 1990. укинут је називсни образовни систем на Косову и настава није могла да се обавља на албанском језику.
Сложени историјски односи албанског и српског становништва који датирају још од распада Отоманског царства су нашли плодно тле за раст националистичких и територијалних претензија са ратовима у Југославији.  
Као одговор на све компликованије нацонално питање Албанаца, на Косову се ствара косовска алтернатива коју представљају албански интелектуалци, демократски и антиратни покрети као и покрети за људска права. Почетком ратова у бившој Југославији, косовска алтернатива се организује у паралелну државу под вођством Демократског савеза Косова и на скупштинским изборима који су тајно одржани 24. маја 1992. године, за председника независне државе је изабран Ибрахим Ругова.
Године 1996. фромиран је ОВК, први оружани покрет на територији Косова.

## Почетак сукоба
Након Дејтонског споразума, албанско становништво на Косову је добило јасан сигнал да ситуација у покрајини није у фокусу Међународне заједнице и да агенда ненасилног отпора косовске алтернативе не доноси жељене резултате.
У фебруару 1996. догодио се први координирани напад над српским становништвом у избегличким камповима. ОВК је преузела одговорност за нападе. Насиље је наставило да се шири над српским и албанским становништвом а обе стране су негирале било какву умешаност. 
Крајем 1996. године српске полицијске снаге су у име одмазде за нападе ОВК за припаднике њихових редова спроводиле пребијања, насумична хапшења и убиства албанског становништва. Власти у Београду су негирале кршења људских права и да делују у oдбрану суверенитета државе.
Током 1997. напади ОВК се настављају и услед распада политичких структура у независној паралелној држави Косово, приступ оружју им је бо знатно олакшан.

## Напад на Дреницу
Повод за овај напад је био заседа коју је ОВК поставила за српску полицију на путу између Глоговца и Србице. У овој заседи погинула су два српска полицајца а два су рањена. Такође је убијено 5 припадника ОВК. 
28. фебруара и 01. марта 1998. године припадници српске полиције изврили су напад на села дреничког округа Ћираз, Ликошане и Преказ у коме је живео Адем Јашари, локални лидер ОВК. У овом нападу цела породица је убијена осим тада једанаестогодишње Бесарте Јашари.
У нападу на ова три села 83 особе су убијене међу којима су били жене и деца. Напад је извршен прво из хеликоптера и возила а затим су полицијске снаге на тлу отвориле ватру на куће. 
Српска полиција је негирала беспоштедне нападе говорећи да су гонили терористе.

## Хлеб за Дреницу
Дренички округ је након напада био опкољен и села нису имала приступ храни и лековима.
Форум жена Демократког савеза Косова упутио је позив женама и девојкама да се окупе 16. марта 1998. године и крену у простест под називом „Хлеб за Дреницу“. 
У јутро 16. марта организаторке су се састале у Америчком културном центру и одатле кренуле ка Косову пољу, свака држећи по векну хлеба у рукама. Ипак, делегација Форума жена из Ђаковице није успела да стигне до Приштине. Зауставиле су их српске снаге на самом изласку из града.  Колону од десет хиљада људи, великом већином жена, целим путем пратила је српска полиција али и људи и аутомобилима са српским регистрацјама и провоцирали су учеснике протеста. По сведочењима учесница, један аутомобил је улетео у колону. На Косову пољу је бо постављен полицијски кордон који није дозволио демонстрантима да прођу. Како је било сувише ризично да се проба са пробијањем кордона, протестанти су се вратили за Приштину. У канцеларији Црвеног крста оставили су векне хлеба за Дреницу и наставили ка Америчком културном центру где су се неке од жена сусреле са америчким званичницима.
Медији су испратили цео протест и јавност је била упозната са дешавањима на Косову.